# William Primrose

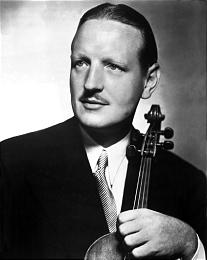
William Primrose

William Primrose (* 23. August 1904 in Glasgow; † 1. Mai 1982 in Provo) war ein schottischer Bratschist und Bratschenpädagoge, er galt als einer der Pioniere dieses Instrumentes im 20. Jahrhundert.

## Leben
William Primrose begann als Vierjähriger mit dem Erlernen des Violinspiels bei Camillo Ritter. 1919 verzog die Familie nach London, wo er die Guildhall School of Music besuchte, hier erhielt er weiterhin Violinunterricht bei Max Mossel. Nach Abschluss seiner Studien im Jahr 1924 reiste er nach Brüssel, um bei Eugène Ysaÿe sein Können zu vertiefen. Dieser überzeugte ihn, intensiver Bratsche zu studieren, deren sonorer Klang Primrose bereits länger begeisterte.
1930 wurde er Bratschist des London String Quartet. Mit diesem Quartett bereiste er Nord- und Südamerika bis zu dessen Auflösung aus finanziellen Gründen im Jahr 1935. Ab 1937 spielte er als Orchestermusiker im NBC-Orchester unter Arturo Toscanini. Mit dem Orchester hatte er zahlreiche Soloauftritte. Neben der Orchestertätigkeit gründete er das Primrose String Quartet.
1941 verließ Primrose das NBC-Orchester. In New York begegnete er dem Tenor Richard Crooks, der Primrose anregte, ihn auf seinen Tourneen zu begleiten. Dies war der Beginn von Primroses Solistenlaufbahn. In den Nachkriegsjahren konzertierte er als Solist mit den namhaftesten europäischen und nordamerikanischen Orchestern unter bekanntesten Dirigenten dieser Zeit wie John Barbirolli, Thomas Beecham, Charles Münch, Arturo Toscanini, Wilhelm Furtwängler und anderen.
Neben dieser Solistentätigkeit vernachlässigte Primrose seine kammermusikalische Tätigkeit nicht. Dies ermöglichte ihm die Zusammenarbeit mit den besten Musikern, die er bereits als Student verehrt hatte. Neben seinem Engagement im London String Quartet und im Primrose Quartet war er Mitglied des Festival Piano Quartett, des Schnabel-Szigeti-Primrose-Fournier Piano Quartett und des Heifetz-Primrose-Feuermann Trio.
Die Lehrtätigkeit nahm einen wichtigen Platz in seinem Leben ein, so unterrichtete er bereits sehr jung am Curtis Institute of Music in Philadelphia, von 1961 bis 1965 an der University of Southern California und an der Indiana University. 1971 wurde er Artist in Residence an der Universität  der Künste und Musik in Tokio und an der Toho Gakuen School of Music, ebenfalls in Tokio. Gelegentlich gab er Meisterkurse an der Juilliard School sowie an der Eastman School of Music. Außerdem hielt er im Sommer Meisterklassen ab, so beispielsweise in Toronto, Montréal, Genf, Banff, Santa Barbara und Aspen.
Primrose spielte eine Viola von Amati, die er von seinem Vater geerbt hatte, und eine Viola von Andrea Guarneri.
Dieses Instrument erwarb er 1954.  Sie ist jetzt unter dem Namen „ex Primrose“ bekannt und ist eine von nur drei bekannten Violen der Geigenbaufamilie Guarnieri.
1953 wurde er zum Commander of the Order of the British Empire ernannt.

## Ihm gewidmete Werke
- Konzert für Viola und Orchester Op.post. von Béla Bartók.
- Concerto für Viola, Klavier, Blasinstrumente und Percussion, von  Karl Amadeus Hartmann.
- Konzert für Viola von Quincy Porter.
- Lachrymae für Viola und Streichorchester von Benjamin Britten.

## Veröffentlichungen
Primrose veröffentlichte vier pädagogische Werke für sein Instrument:
- Art and Practice of Scale Playing (Mills, 1954)
- Technique Is Memory (Oxford University Press, 1960)
- Violin and Viola (gemeinsam mit Yehudi Menuhin und Denis Stevens, Schirmer, 1976)
- Playing the Viola (Oxford University Press, 1988)

Autobiografie:
- Walk on the north side: Memoirs of a violist (1972)